# 中津郵便局
中津郵便局（なかつゆうびんきょく）
- 大分県中津市にある郵便局。本記事にて記述する。
- 神奈川県愛甲郡愛川町にある郵便局。局番号は02076。
- 和歌山県日高郡日高川町にある郵便局。局番号は47042。中津郵便局 (和歌山県)
- 愛媛県上浮穴郡久万高原町にある郵便局。局番号は61216。

中津郵便局（なかつゆうびんきょく）は大分県中津市にある郵便局。民営化前の分類では集配普通郵便局であった。

## 概要
住所：〒871-8799 大分県中津市中殿余木503-1-6

## 沿革
- 1872年2月9日（明治5年1月1日） - 中津郵便取扱所として開設[1]。
- 1875年（明治8年）1月1日 - 中津郵便局（五等）となる。
- 1876年（明治9年） - 為替取扱を開始。
- 1878年（明治11年） - 貯金取扱を開始。
- 1891年（明治24年）5月16日 - 中津郵便電信局となる。
- 1903年（明治36年）4月1日 - 通信官署官制の施行に伴い中津郵便局となる。
- 1956年（昭和31年）10月11日 - 電話通話および和文電報受付事務の取扱を開始[2]。
- 1957年（昭和32年） - 中津駅との間の郵便物受渡が専用自動車化。専用自動車郵便線路「中津局駅線」が開設される[3]。
- 1968年（昭和43年）11月18日 - 中津市古博多町から同市大字中殿に移転。
- 1986年（昭和61年）3月 - 日豊本線を経由する鉄道郵便輸送（門司鹿児島東廻線）が廃止[4]。
- 1996年（平成8年）7月1日 - 外国通貨の両替および旅行小切手の売買に関する業務取扱を開始。
- 2007年（平成19年）10月1日 - 民営化に伴い、併設された郵便事業中津支店に一部業務を移管。
- 2012年（平成24年）10月1日 - 日本郵便株式会社の発足に伴い、郵便事業中津支店を中津郵便局に統合。
- 2014年（平成26年）9月16日 - 大貞郵便局より集配業務を移管[5]

## 取扱内容
- 郵便、印紙、ゆうパック、内容証明
- 貯金、為替、振替、振込、国際送金、外貨両替・トラベラーズチェック、国債、投資信託
- 生命保険、バイク自賠責保険、自動車保険、変額年金保険、がん保険、引受条件緩和型医療保険
- ゆうちょ銀行ATM
- 中津市内の一部地域および福岡県築上郡吉富町全域の集配業務
- ゆうゆう窓口

## 周辺
- 中津市役所
- 東九州龍谷高等学校
- ゆめタウン中津
- 国道212号

## アクセス
- JR日豊本線 中津駅から徒歩約4分
- 大交北部バス 東本町停留所もしくは中津駅前停留所、玖珠観光バス 中津駅停留所下車
- 駐車場あり：21台